# Памятник Победы (Анкара)
Монумент Победы (тур. Zafer Anıtı, также известен как Ulus Atatürk Anıtı) — монументальная конная статуя Ататюрка в Анкаре, Турция, открытый 24 ноября 1927 года.

## Расположение
Памятник находится на площади Улуса, которая до 1950-х годов была главной площадью Анкары. Он расположен к востоку от бульвара Ататюрка.

## История
Памятник установлен при помощи общенациональной акции, организованной журналистом Юнусом Нади. Конкурс на создание памятника выиграл Генрих Криппель, скульптор из Австрии. Памятник был открыт 24 ноября 1927 года. Был восстановлен в 2002 году.

## Описание
Памятник представляет собой группу бронзовых статуй. Помимо конной статуи Ататюрка в центре, присутствуют еще три фигуры; два солдата и одна женщина. Один солдат зовет своего друга на битву, но другой просто наблюдает за ней. Женщина несет пушечное ядро, что свидетельствует о вкладе турецких женщин во время турецкой войны за независимость.